# Xynexecha pulchra
Xynexecha pulchra är en mossdjursart som beskrevs av Gordon och Jean-Loup d'Hondt 1997. Xynexecha pulchra ingår i släktet Xynexecha och familjen Exechonellidae. Inga underarter finns listade i Catalogue of Life.